# Aleksander Nazarewski
Alaksandr Nazarewski, w niektórych źródłach Aleksy, Aleksiej Nazarewski (biał. Аляксандр Назарэўскі; ur. 3 marca?/15 marca 1881 w Sieniawce koło Nieświeża, zm. 1942 w Kujbyszewie) – białoruski polityk, senator II RP. 

## Życiorys
W młodości pracował na poczcie w Mińsku. W 1905 wziął udział w wojnie rosyjsko-japońskiej, później pracował jako poborca podatkowy w Baranowiczach oraz urzędnik gminny w Ihumeniu na Mińszczyźnie. W latach 1920–1922 działał w spółdzielczości w Baranowiczach. 
W 1922 wybrany został na senatora z listy Bloku Mniejszości Narodowych w województwie nowogródzkim. W parlamencie przystąpił do Koła Białoruskiego. Po zakończeniu kadencji sprawował mandat radnego Baranowicz. 
Aresztowany 2 lutego 1940 roku w Baranowiczach. 9 września 1940 roku, wyrokiem Kolegium Specjalnego przy NKWD ZSRR (OSO NKWD ZSRR), skazany z art. 72a kk BSRR za działalność kontrrewolucyjną na osiem lat łagrów. Karę odbywał w obozie w Marińsku w Sybłagu w obwodzie nowosybirskim. Zwolniony we wrześniu 1941 roku na podstawie „amnestii", wyjechał do Kujbyszewa. Zmarł w miejscowym szpitalu.